# Angelo Bolognesi
Pour les articles homonymes, voir Bolognesi.
Angelo Castel Bolognesi, né à Cassana (Ferrara) (it), le 1er juin 1836 et mort à Alexandrie le 1er juillet 1874, est un explorateur italien. 

## Biographie
Angelo Bolognesi est connu pour avoir descendu le Nil bleu, être entré à Mandjara et avoir atteint le Bahr el-Ghazal. Il en a laissé un récit : Voyage au pays des gazelles (1856-1857). 
Jules Verne le mentionne dans sa longue liste des explorateurs de l'Afrique du chapitre premier de son roman Cinq semaines en ballon.